# Annibale Albani
Annibale Albani (né le 15 août 1682 à Urbino, dans les Marches, alors dans les États pontificaux, et mort le 21 octobre 1751 à Rome) est un cardinal italien du XVIIIe siècle.
Il est un neveu du pape Clément XI et le frère du cardinal Alessandro Albani (1721). Sa famille a également vu naître les cardinaux Gian Girolamo Albani (1570), Giovanni Francesco Albani (1747) et Giuseppe Albani (1801).

## Biographie
Annibale Albani exerce diverses fonctions au sein de la Curie romaine, notamment comme président de la Chambre apostolique et comme nonce apostolique à Cologne.
Le pape Clément XI, son oncle, le crée cardinal lors du consistoire du 23 décembre 1711.
Le cardinal Albani participe au conclave de 1721, lors duquel Innocent XIII est élu pape, et à ceux de 1724 (élection de Benoît XIII) et de 1730 (élection de Clément XII).
Il est directeur de l'hôpital anglais de « S. Giovanni in Gerusalemme », camerlingue de la Sainte Église de 1719 à 1747 et ambassadeur d'Autriche auprès du Saint-Siège de 1720 à 1748.
Il fonde à Urbino l'Institut du Mastre Pie et prend l'initiative d'y mettre une presse à imprimer avec des caractères grecs et latins et d'y installer une bibliothèque excellente et une chaire de grec. Il est aussi un mécène d'art et de littérature ecclésiastique et un grand numismate.

## Succession apostolique
Annibale Albani a ordonné les évêques suivants :
- Archevêque Joseph-Dominique d'Inguimbert, O.Cist. (1731)
- Évêque Eustachius Entreri, O.M. (1732)
- Cardinal Federico Marcello Lante Montefeltro della Rovere (1732)
- Évêque Domenico Antonio Peronaci (de) (1732)
- Évêque Emmanuel Caranza (1733)
- Évêque Ottavio Gasparini (it) (1734)
- Évêque Nicola Paolo Pandolfelli (1734)
- Évêque Paschalis Zaini (1735)
- Évêque Ascanio Argelati (1735)
- Évêque Scipione Sersale (de) (1735)
- Évêque Giuseppe Fabbretti (1736)
- Évêque Giovanni Angelo Anzani (it) (1736)
- Évêque Deodato Baiardi, O.S.H. (1738)
- Évêque Umberto Luigi Radicati de Cocconato (1739)
- Archevêque Antonio Guglielmi (1739)
- Évêque Bernardo Onorato Buonocore (1739)
- Évêque Cesare Rossi (1739)
- Évêque Giacomo Costa, C.R. (1739)
- Évêque Lorenzo Da Ponte (it) (1739)
- Évêque Angelo Maria Volanti, O.P. (1741)
- Archevêque Hijacint Marija Milković (pl), O.P. (1745)

### Sources
- Fiche du cardinal Annibale Albani sur le site fiu.edu